# Vä socken
Vä socken i Skåne ingick i Gärds härad, uppgick 1967 i Kristianstads stad och området ingår sedan 1971 i Kristianstads kommun och motsvarar från 2016 Vä distrikt.
Socknens areal är 33,35 kvadratkilometer varav 33,31 land. År 2000 fanns här 2 598 invånare. En del av tätorten Kristianstad med kyrkbyn Vä och sockenkyrkan Vä kyrka ligger i socknen.

## Administrativ historik
Socknen har medeltida ursprung. 25 april 1617 införlivades Nöbbelövs socken.
Vid kommunreformen 1862 övergick socknens ansvar för de kyrkliga frågorna till Vä församling och för de borgerliga frågorna bildades Vä landskommun. Landskommunen utökades 1952 och uppgick 1967 i Kristianstads stad som 1971 ombildades till Kristianstads kommun. Församlingen uppgick 2002 i Vä-Skepparslövs församling.
1 januari 2016 inrättades distriktet Vä, med samma omfattning som församlingen hade 1999/2000.  
Socknen har tillhört län, fögderier, tingslag och domsagor enligt vad som beskrivs i artikeln Gärds härad. De indelta soldaterna tillhörde Norra skånska infanteriregementet, Gärds kompani och Skånska dragonregementet, Christianstads skvadron, Liv- och Majorns kompanier.

## Geografi
Vä socken ligger sydväst om Kristianstad. Socknen är en småkuperad odlingsbygd med mindre skogsbackar.

## Fornlämningar
Från stenåldern finns cirka 75 boplatser och en hällkista. Från bronsåldern finns gravhögar en rest av ett gravröse och skålgropsförekomster. Från järnåldern finns spridda gravar, tre gravfält och domarringar.

## Namnet
Namnet skrevs i början av 1200-talet Wä och kommer från kyrkbyn. Namnet innehåller wä, 'helig plats, kultplats'..